# Majano
Majano é uma comuna italiana da região do Friuli-Venezia Giulia, província de Udine, com cerca de 5.875 habitantes. Estende-se por uma área de 28 km², tendo uma densidade populacional de 210 hab/km². Faz fronteira com Buja, Colloredo di Monte Albano, Forgaria nel Friuli, Osoppo, Rive d'Arcano, San Daniele del Friuli.

## Demografia
| Variação demográfica do município entre 1861 e 2011                               |
|                                                                                   |
| Fonte: Istituto Nazionale di Statistica (ISTAT) - Elaboração gráfica da Wikipedia |